# اوسیو (مینه‌سوتا)
اوسیو، مینه‌سوتا (به انگلیسی: Osseo, Minnesota) یک شهر در ایالات متحده آمریکا است که در شهرستان هنپین، مینه‌سوتا واقع شده‌است.

## خصوصیات
اوسیو ۱٫۹۴ کیلومترمربع مساحت و ۲٬۴۳۰ نفر جمعیت دارد و ۲۷۰ متر بالاتر از سطح دریا واقع شده‌است.